# 幸福相談
『幸福相談』（こうふくそうだん）は、TBS系列の「木下恵介アワー」（当時：日産自動車一社提供）で放送されたテレビドラマである。

## 概要
ある姉妹と兄弟が出会ったことで始まる、恋して占って生活の歌を綴る軽快なコメディ。ひたむきに愛を求める男女の青春群像を描く。

## あらすじ
昼はOL、夜は占い師として働く夏目は、妹の南とアパートで二人暮らしをしている。南は恋人の道夫と結婚しようとしていたが、夏目は幼く頼りない二人の結婚に反対する。また、道夫の兄の一郎も、末弟の道夫に恋人がいて、結婚まで考えていることを知り驚く。

## 放送データ
- 放送期間：1972年6月6日 - 9月26日
- 放送日時：毎週火曜日 21:00-21:30
- 放送回数：全17回
- 放送形態：カラーフィルム作品

## キャスト
- 松田夏目：倍賞千恵子
- 新田一郎：山口崇
- 松田南：沢田雅美
- 新田道夫：小倉一郎
- 北見八郎：森次浩司
- 新田サク：小夜福子
- 新田研二：倉石功
- 新田英三：鹿野浩四郎
- 新田啓四郎：山本コウタロー
- 新田麗子（啓四郎の妻）：木内みどり
- 松田しげ：川上夏代
- 占い師：佐山俊二

## スタッフ
- 企画：木下恵介
- 脚本：成田孝雄
- 演出：中川晴之助、川頭義郎、中新井和夫
- 音楽：木下忠司
- プロデューサー：小梶正治
- 制作：松竹株式会社、木下恵介プロダクション、TBS

## 主題歌
「幸福相談」
作詞・作曲：木下忠司 / 唄：倍賞千恵子